# 오트바생주
오트바생주(프랑스어: Hauts-Bassins)은 부르키나파소 서부에 위치한 주로 주도는 보보디울라소이며 면적은 25,344km2, 인구는 1,410,284명(2006년 기준)이다. 북동쪽으로는 부클뒤무운주, 남동쪽으로는 남서부주, 남쪽으로는 카스카드주와 접하며 북서쪽으로는 말리와 국경을 접한다. 3개 현(우에현, 케네두구현, 투이현)을 관할한다.